# Lucky Luke (képregénysorozat)
Lucky Luke egy humoros belga képregénysorozat. A történetek az amerikai Vadnyugaton játszódnak. A főhős Lucky Luke, a cowboy, aki arról híres, hogy gyorsabban lő, mint az árnyéka.

## Ismertető
Asterix és Tintin kalandjai mellett Lucky Luke a legnépszerűbb és legkeresettebb képregénysorozat Európában, bár angol nyelvterületen csak néhány történet jelent meg. Magyarul a hatvanas évektől jelentek meg a kötetek. Először a volt Jugoszláviában, Kopeczky László humorista fordításában adták ki, innét került be Magyarországra, ahol nagy népszerűségre tett szert. A rendszerváltás után egy ideig szünetelt a kiadása. 2006-tól megújított formában újra kapható, hazai kiadásban.
A képregényeket a belga rajzoló, Morris (1923-2001) készítette. Számos történet írója a francia René Goscinny (1926-1977) volt, aki ezen kívül más képregényeknél is közreműködött (például Asterix). Goscinny halála után több szövegíró váltotta egymást. Morris halála óta pedig a francia Achdé folytatja az új Lucky Luke történetek rajzolását.
Luke, aki gyorsabban húzza elő fegyverét, mint az árnyéka, az igazságért harcol a bűnözők ellen. Leggyakrabban a Dalton fivérekkel kerül szembe. Joe, William, Jack és Averell a négy Dalton fivér folyton meglépnek a börtönből, és kalamajkát okoznak. Lucky Luke lovát Jolly Jumpernek hívják, ő „a világ legokosabb lova”. Gyakori szereplő Rantanplan (neve Rin Tin Tin-re utal), aki „a világegyetem legbutább kutyája”. Luke szájában állandóan ott füstölt a cigaretta, ami a westernfilmek kifigurázása volt. 1983 óta Morris szalmaszállal helyettesítette a cigarettát, amivel elnyerte a WHO elismerését.
A Vadnyugat sok egykor élt legendás figurája tűnik fel az albumokban, mint Calamity Jane, Billy, a Kölyök, Roy Bean bíró, és Jesse James. Nemcsak a szereplők, hanem gyakran a helyszínek is valóságosak, illetve megtörtént események szolgálnak alapul e humoros történeteknek: például a transzkontinentális távíró építése, vagy az oklahomai földfoglalás. A kor emblematikus cégei, mint Wells Fargo, Pony Express is felbukkannak.
A figurát először 1990-ben vitték élő szereplőkkel filmre, Terence Hill főszereplésével, majd ennek folytatásaként sorozat is készült. A képregényhez kevésbé hasonlított, inkább Hill bunyós western-vígjátékainak stílusát vitte tovább. A 2004-ben készült Lucky Luke és a Daltonok közelebb áll a képregény jellegzetességeihez.

## Albumok

### Morris
- 1. La Mine d'or de Dick Digger, Dupuis, 1949 (Dick Digger aranybányája)
- 2. Rodéo, Dupuis, 1949
- 3. Arizona, Dupuis, 1951
- 4. Sous le ciel de l'Ouest, Dupuis, 1952 (A Nyugati ég alatt)
- 5. Lucky Luke contre Pat Poker, Dupuis, 1953 (Lucky Luke és Pat Poker)
- 6. Hors-la-loi, Dupuis, 1954 (A kitagadott)
- 7. L'Élixir du Dr Doxey, Dupuis, 1955 (Dr. Doxey varázsitala)
- 8. Lucky Luke contre Phil Defer, Dupuis, 1956 (Lucky Luke és Phil Defer[Jegyzet 1]
- 10. Alerte aux Pieds Bleus, Dupuis, 1958 (Óvakodj a kéklábúaktól)

### Morris & Goscinny
- 9. Des rails sur la Prairie, Dupuis, 1957 (Vasút a prérin át)
- 11. Lucky Luke contre Joss Jamon, Dupuis, 1958 (Lucky Luke és Joss Jamon)
- 12. Les Cousins Dalton, Dupuis, 1958 (A Dalton testvérek)
- 13. Le Juge, Dupuis, 1959 (A bíró)
- 14. Ruée sur l'Oklahoma, Dupuis, 1960 (Az oklahoma futás)
- 15. L'Évasion des Dalton, Dupuis, 1960 (A Daltonok szökése)
- 16. En remontant le Mississippi, Dupuis, 1961 (Utazás a Mississippin)
- 17. Sur la piste des Dalton, Dupuis, 1962 (A Daltonok vasútján)
- 18. A l'ombre des derricks, Dupuis, 1962 (Az akasztófák árnyékában)
- 19. Les Rivaux de Painful Gulch, Dupuis, 1962 (A Fájdalom-szurdok riválisai)
- 20. Billy the Kid, Dupuis, 1962 (Billy a kölyök)
- 21. Les Collines noires, Dupuis, 1963 (A Fekete-hegyek)
- 22. Les Dalton dans le blizzard, Dupuis, 1963 (Hóviharban a Daltonok)
- 23. Les Dalton courent toujours, Dupuis,  1964 (Szökésben a Daltonok)
- 24. La Caravane, Dupuis, 1964 (A karaván)
- 25. La Ville fantôme, Dupuis, 1965 (Szellemváros)
- 26. Les Dalton se rachetent, Dupuis, 1965 (A Daltonok megváltják magukat)
- 27. Le Vingtieme de cavalerie, Dupuis, 1965 (A 20. lovasság)
- 28. L'Escorte, Dupuis, 1966 (A kíséret)
- 29. Des barbelés sur la prairie, Dupuis, 1967 (Drótháló a prérin)
- 30. Calamity Jane, Dupuis, 1967
- 31. Tortillas pour les Dalton, Dupuis, 1967 (Tortilla Daltonokkal)
- 32. La Diligence, Dargaud, 1968 (A postakocsi)
- 33. Le Pied-tendre, Dargaud, 1968 (A zöldfülű)
- 34. Dalton City, Dargaud, 1969 (Daltonváros)
- 35. Jesse James, Dargaud, 1969
- 36. Western Circus, Dargaud, 1970
- 37. Canyon Apache, Dargaud, 1971 (Apache kanyon)
- 38. Ma Dalton, Dargaud, 1971 (Dalton mama)
- 39. Chasseur de primes, Dargaud, 1972 (A fejvadász)
- 40. Le Grand Duc, Dargaud, 1973 (A nagyherceg)
- 41. L'Héritage de Rantanplan, Dargaud, 1973 (Rantanplan öröksége)
- 42. 7 histoires completes – série 1, Dargaud, 1974 (7 teljes történet – 1. rész)
- 43. Le Cavalier blanc, Dargaud, 1975 (A csodálatos fehér cowboy)
- 44. La Guérison des Dalton, Dargaud, 1975 (A Daltonok gyógyulása)
- 45. L'Empereur Smith, Dargaud, 1976 (Smith császár)
- 46. Le Fil qui chante, Dargaud, 1977 (Az éneklő távirat)
- HS. La Ballade des Dalton, Dargaud, 1978 (Daltonok balladája)
- 49. La Corde du pendu, Dargaud, 1981 (Az akasztókötél)
- 51. Daisy Town, Dargaud, 1983
- 55. La Ballade des Dalton et autres histoires, Dargaud, 1986 (A Daltonok balladája és más történetek)

### Morris és egyéb szerzők
- 47. Le Magot des Dalton, Dargaud, 1980, író: Vicq (A Daltonok zsákmánya)
- 48. Le Bandit manchot, Dargaud, 1981, író: Bob de Groot (A félkarú rabló)
- 50. Sarah Bernhardt, Dargaud, 1982, író: Jean Léturgie and Xavier Fauche
- 52. Fingers, Dargaud, 1983, író: Lo Hartog Van Banda
- 53. Le Daily Star, Dargaud, 1983, író: Jean Léturgie and Xavier Fauche
- 54. La Fiancée de Lucky Luke, Dargaud, 1985, író: Guy Vidal (Lucky Luke menyasszonya)
- 56. Le Ranch maudit, Dargaud, 1986, író: Jean Léturgie, Xavier Fauche and Claude Guylouis (Az elátkozott farm)
- 57. Nitroglycérine, Dargaud, 1987, író: Lo Hartog Van Banda
- 58. L'Alibi, Dargaud, 1987, író: Claude Guylouis (Az alibi)
- 59. Le Pony Express, Dargaud, 1988], író: Jean Léturgie and Xavier Fauche (A Póni Express)
- 60. L'Amnésie des Dalton, Lucky Productions, 1991, író: Jean Léturgie and Xavier Fauche (A Daltonok amnéziája)
- 61. Chasse aux fantômes, Lucky Productions, 1992, író: Lo Hartog Van Banda (Szellemvadászat)
- 62. Les Dalton a la noce, Lucky Productions, 1993, író: Jean Léturgie and Xavier Fauche (Esküvőn a Daltonok)
- 63. Le Pont sur le Mississippi, Lucky Productions, 1994, író: Jean Léturgie and Xavier Fauche (Híd a Mississippin)
- 64. Kid Lucky, Lucky Productions, 1995, író: Pearce and Jean Léturgie
- 65. Belle Star, Lucky Productions, 1995, író: Xavier Fauche
- 66. Le Klondike, Lucky Productions, 1996, író: Yann and Jean Léturgie (A Klondike)
- 67. O.K. Corral, Lucky Productions, 1997, író: Eric Adam and Xavier Fauche
- 68. Oklahoma Jim, Lucky Productions, 1997, író: Pearce and Jean Léturgie
- 69. Marcel Dalton, Lucky Productions, 1998, író: Bob de Groot
- 70. Le Prophete, Lucky Comics, 2000, író: Patrick Nordmann (A Próféta)
- 71. L'Artiste peintre, Lucky Comics, 2001, író: Bob de Groot (A festő)
- 72. La Légende de l'Ouest, Lucky Comics, 2002, író: Patrick Nordmann (A Nyugat legendája)

### Achdé és egyéb szerzők
- 73. Le Cuisinier français, Lucky Comics, 2003, író: Morris és Claude Guylouis (A francia szakács)
- 74. La Belle Province, Lucky Comics, 2004, író:  Laurent Gerra (Csodálatos ország)
- 75. La Corde au cou, Lucky Comics, 2006, író:  Laurent Gerra (Az orr)
- 76. L'Homme de Washington, Lucky Comics, 2008, író:  Laurent Gerra (A washingtoni ember)
- 77. Lucky Luke contre Pinkerton, Lucky Comics, 2010, író:  Daniel Pennac és Tonino Benacquista (Lucky Luke Pinkerton ellen)
- 78. L'apprenti Cow-boy, Lucky Comics, 2011, író:  Daniel Pennac és Tonino Benacquista (A cowboy-inas)
- 79. Le Cavalier seul, Lucky Comics, 2012, író:  Daniel Pennac és Tonino Benacquista (Magányos lovasok)
- 80. Lasso périlleux, Lucky Comics, 2013 (A veszélyes lasszó)
- 81. Les Tontons Dalton, Lucky Comics, 2014, író: Laurent Gerra and Jacques Pessis (Dalton nagybácsik)
- 82. Statue Squaw, 2015 (A totemoszlop)

## Magyar nyelven megjelent albumok
Eddig három kiadó foglalkozott a Luke albumok magyar kiadásával. Elsőként Kopecky László fordította, Talpraesett Tom címen. 23 darab jelent meg belőle. Később, '80-as években, az Egmont kiadó Villám Vili címen újra kiadta, de csak 2 album látott napvilágot. 2006-tól a Pestikönyv kiadó folytatta a sorozatot – immár az eredeti címén.

### LKNYM Forum
Kopecky László fordításában, Talpraesett Tom címmel jelent meg, az Újvidéki Fórum kiadásában.
Az albumok felváltva jelentek meg az Asterix albumokkal.
- 3. Daltonvárosban, 1976
- 5. Dalton Mama
- 7. Jesse James ellen
- 9.  Talpraesett Tom és Calamity Jane
- 11. A postakocsi
- 13. A hős puhány
- 15. Talpraesett Tom és Billy Kid
- 17. A Mississippin
- 19. Oklahomába vezető út
- 21. Roy Been a bíró
- 23. Tom és a Dalton fivérek
- 25. Ismét színen a Daltonok
- 27. Dr. Doxey varázsitala
- 29. Az elásott kincs
- 31. Amerikai császár
- 33. A félkarú bandita
- 35. A petróleum jegyében
- 37. Az apacsok szorosa
- 39. Daltonék szökésben
- 41. Wyomingba kéne menni
- 43. Az önkény városa
- 45. Circus Western
- 47. A kis bandita, 1987

### Egmont Kiadó
- 1. Villám Vili –  A postakocsi, 1989
- 2. Villám Vili –  A Mississippin, 1990

### Pesti Könyv Kiadó
- 1. Daltonváros, 2006 (eredeti cím: Dalton City)
- 2. Billy, a kölyök, 2006 (eredeti cím: Billy the Kid)
- 3. Dalton mama, 2007 (eredeti cím: Ma Dalton)
- 4. A nagyherceg, 2007 (eredeti cím: Le Grand Duc)
- 5. A Daltonok gyógyulása, 2007 (eredeti cím: La Guérison des Dalton)
- 6. A postakocsi, 2007 (eredeti cím: La Diligence)
- 7. Tortilla a Daltonoknak, 2007 (eredeti cím: Tortillas pour les Dalton)
- 8. Jesse James, 2008 (eredeti cím: Jesse James)
- 9. A karaván, 2008 (eredeti cím: La Caravane)
- 10. Daltonok szökésben, 2008 (eredeti cím: L'Évasion des Dalton)
- 11. A washingtoni férfi, 2009 (eredeti cím: L'Homme de Washington)
- 12. Daisy Town, 2010 (eredeti cím: Daisy Town)
- 13. Oklahoma Jim, 2010 (eredeti cím: Oklahoma Jim)
- 14. Smith császár, 2011 (eredeti cím: L'Empereur Smith)
- 15. Az apacsok szorosa, 2011 (eredeti cím: Canyon Apache)
- 16. Lucky Luke Pinkerton ellen, 2012 (eredeti cím: Lucky Luke contre Pinkerton)
- 17. Magányos lovasok, 2012 (eredeti cím: Le Cavalier seul)
- 18. A 20. Lovasezred, 2013 (eredeti cím: Le Vingtieme de cavalerie)
- 19. A fejvadász, 2014 (eredeti cím: Chasseur de primes)
- 20. Daltonok a hóviharban, 2014 (eredeti cím: Les Daltons dans le blizzard)
- 21. Dalton nagybácsik, 2014 (eredeti cím: Les Tontons Dalton)
- 22. Szögesdrót a prérin, 2015 (eredeti cím: Des barbelés sur la prairie)
- 23. Az éneklő drót, 2015 (eredeti cím: Le Fil qui chante)
- 24. A Daltonok szabadlábon, 2015 (eredeti cím: Les Dalton courent toujours)
- 25. A Zöldfülű, 2016 (eredeti cím: Le Pied-tendre)
- 26. Klondike, 2016 (eredeti cím: Le Klondike)
- 27. Calamity Jane, 2016 (eredeti cím: Calamity Jane)
- 28. Az ígéret földje, 2017 (eredeti cím: La Terre promise)
- 29. Rantanplan öröksége, 2017 (eredeti cím:  L'Héritage de Rantanplan)
- 30. Irány Oklahoma!, 2017 (eredeti cím: Ruée sur l'Oklahoma)
- 31. Sarah Bernhardt, 2018 (eredeti cím: Sarah Bernhardt)
- 32. Vasút a Prérin, 2018 (eredeti cím: Des rails sur la Prairie)
- 33. Az enyveskezű, 2018 (eredeti cím: Fingers)
- 34. Egy cowboy Párizsban, 2019 (eredeti cím: Un cow-boy à Paris)
- 35. A kéklábúak támadása, 2019 (eredeti cím: Alerte aux Pieds Bleus)
- 36. A Daily Star, 2019 (eredeti cím: Le Daily Star)
- 37. A Daltonok legendája és más történetek, 2019 (eredeti cím: La Ballade des Dalton et autres histoires)
- 38. Lucky Luke Joss Jamon ellen, 2020 (eredeti cím: Lucky Luke contre Joss Jamon)
- 39. Lucky Luke menyasszonya, 2020 (eredeti cím: La fiancée de Lucky Luke)
- 40. Gyapotcowboy, 2020 (eredeti cím: Un cow-boy dans le coton)
- 41. A Dalton unokatestvérek, 2021 (eredeti cím: Les Cousins Dalton)
- 42. A Pony Express, 2021 (eredeti cím: Le Poney Express)
- 43. A bíró, 2021 (eredeti cím: Le Juge)
- 44. Nitroglicerin, 2022 (eredeti cím: Nitroglycérine)
- 45. A Mississippin, 2022 (eredeti cím: En remontant le Mississippi)
- 46. Az előadás, 2022 (eredeti cím: L'Alibi)
- 47. Rantanplan bárkája, 2023 (eredeti cím: L'Arche de Rantanplan)
- 48. A Daltonok nyomában, 2024 (eredeti cím: Sur la piste des Dalton)